# Schulstraße 6 (Quedlinburg)

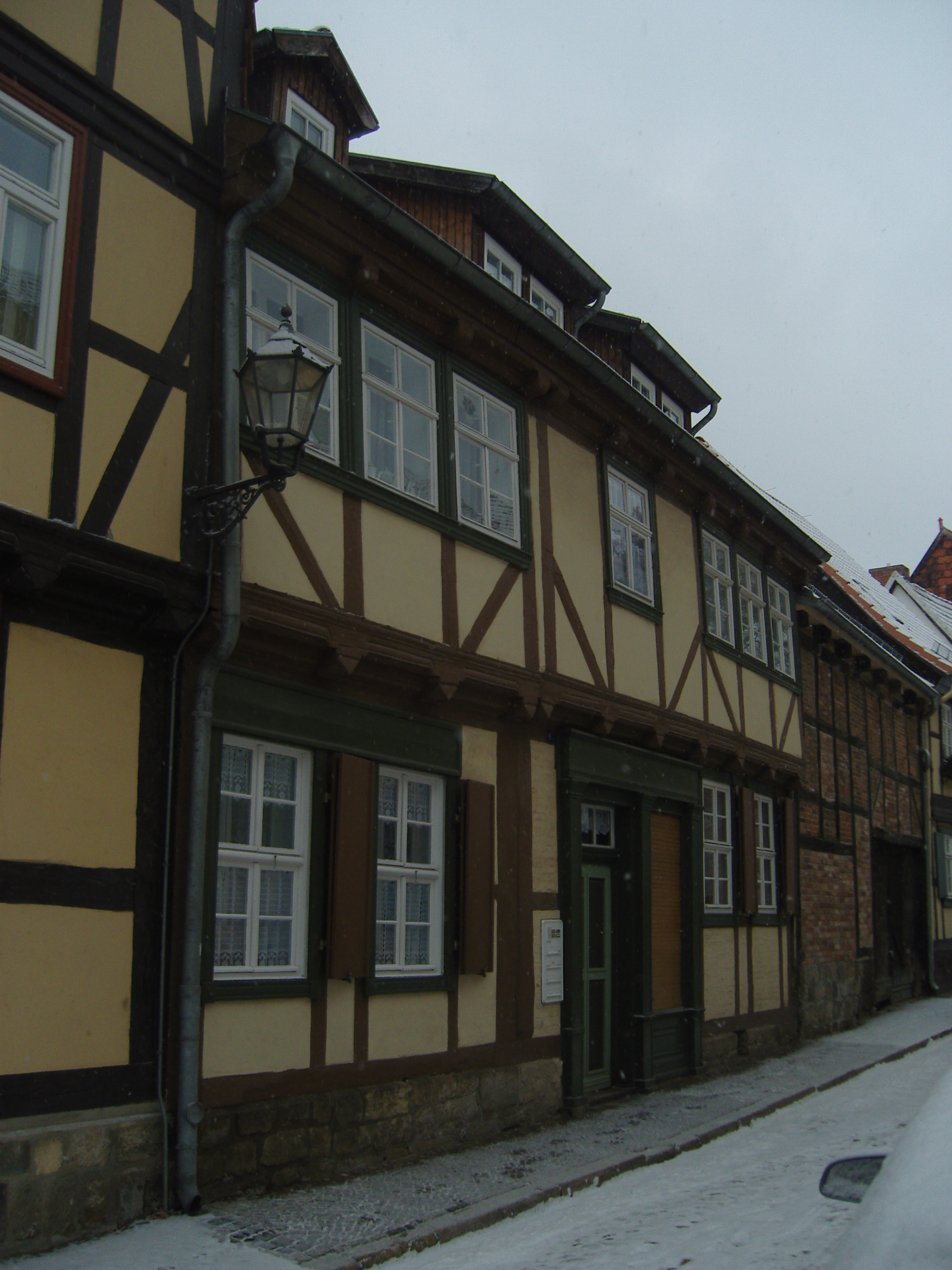
Haus Schulstraße 6

Das Haus Schulstraße 6 ist ein denkmalgeschütztes Gebäude in der Stadt Quedlinburg in Sachsen-Anhalt.

## Lage
Das im Quedlinburger Denkmalverzeichnis eingetragene Wohnhaus gehört zum UNESCO-Weltkulturerbe und befindet sich auf der Südseite der Schulstraße im nordöstlichen Teil der historischen Quedlinburger Altstadt. Östlich grenzt das gleichfalls denkmalgeschützte Haus Schulstraße 5, westlich das Haus Schulstraße 7 an.

## Architektur und Geschichte
Das zweigeschossige Fachwerkhaus entstand nach einer Bauinschrift im Jahr 1694. An der Fachwerkfassade finden sich Brüstungsstreben, profilierte Füllhölzer, Schiffskehlen und Pyramidenbalkenköpfe. Ende des 19. Jahrhunderts wurde das Erdgeschoss um- und ein Ladengeschäft eingebaut.
Nach Westen schließt sich ein um 1800 entstandener Seitenflügel an.